# Romaine Sawyers
Romaine Theodore Sawyers (* 2. November 1991 in Birmingham) ist ein Fußballspieler mit der Staatsangehörigkeit von St. Kitts und Nevis.

## Karriere

### Klub
Er begann seine Karriere in der Jugend von West Bromwich Albion und wechselte von hier zur Saison 2009/10 von der U18 in die Reserve-Mannschaft. In der nun folgenden Saison spielte er in der Premier Reserve League eigentlich immer Stamm, für die erste Mannschaft erhielt er hier jedoch nie einen Einsatz. Dies änderte auch eine Leihe zu Port Vale im Januar 2011, eine zu Shrewsbury Town von Januar bis April 2012 und eine zum FC Walsall von März bis zum Saisonende 2012/13 nicht. Vielmehr wechselte er von hier nun ablösefrei fest zu seinem letzten Leihklub. Bei diesen war er zwar in seiner Zeit als Leihspieler gerade einmal knapp zu einer Einsatzzeit in zweistelliger Höhe gekommen, jedoch begann für ihn die neue Saison in der League One recht ordentlich und spätestens ab dem 20. Spieltag, konnte er sich als unbestrittener Stammspieler bezeichnen. In der Saison 2014/15 erreichte er mit seinem Klub sogar das Finale der Football League Trophy, wo man jedoch mit 0:1 im Finale Bristol City unterlag. Zwar bot ihm Walsall zum Ende der Saison 2016/17 einen neuen Vertrag an, jedoch schlug er dieses Angebot aus und machte sich auf die Suche nach einem neuen Klub.
Zur Saison 2016/17 machte er dann seinen nächsten Schritt und wechselte wieder einmal ablösefrei, diesmal zum FC Brentford in die Championship. Hier spielte er in den folgenden beiden Spielzeiten fast durchgehend quasi durch und steuerte in der Saison 2017/18 nebst seiner 42 Einsätze noch einmal vier Tor bei. Am Ende dieser Runde wurde er Mannschaftsintern auch zum Spieler der Saison gewählt.
Bereits im Juni 2018 wurde dann schon über eine Mögliche Rückkehr von ihm zu West Brom gesprochen. Erst einmal wurde er jedoch ab dem 13. Spieltag Ende Oktober als permanenter Mannschaftskapitän auserkoren und wechselte später vom offensiven ins zentrale Mittelfeld.
Zwar gab es zuerst noch Gerüchte über einen möglichen Wechsel zu Aston Villa, jedoch kehrte Sawyers zur Spielzeit 2019/20 an seine alte Wirkungsstätte, nach West Bromwich zurück. Den Wechsel ließ sich der Klub Berichten zufolge 3,2 Millionen Euro kosten.
So betritt er dann auch das erste Mal in seiner Karriere am 1. Spieltag der Saison 2019/20 in der Championship für die erste Mannschaft von West Brom ein Spiel. Bei dem 2:1-Sieg über Nottingham Forest stand er auch gleich in der Startelf. Es folgten noch einige weitere und die einzige größere Pause, war eine Rotsperre über zwei Spieltage. Am Ende stieg er mit seinem Klub in die Premier League auf, wo er seine Rolle als Stammspieler weiter ausführte. Dies änderte sich jedoch schlagartig in der zweiten Saisonhälften, wo er kaum noch zum Einsatz kam. Sein letzter Einsatz in der Saison 2020/21 fand dabei schon am 23. Spieltag, bei einer 0:2-Niederlage gegen Tottenham statt. Unter Trainer Sam Allardyce wurde er später nicht mehr berücksichtigt und schlussendlich stieg West Brom auch wieder aus der Premier League ab.
Dies änderte sich zur Saison 2021/22 nicht, weil er nun zu Stoke City verliehen wurde.
Nachdem sein auslaufender Vertrag bei West Brom nicht verlängert worden war, wechselte Sawyers Anfang Juli 2022 ablösefrei zu Cardiff City.

### Nationalmannschaft
Seinen ersten bekannten Einsatz für die A-Nationalmannschaft von St. Kitts und Nevis hatte er am 10. Oktober 2012 bei der Qualifikation für den Gold Cup 2013, bei einem 2:0-Sieg über Anguilla, wo er in der 15. Minute auch das zwischenzeitliche 1:0 schoss. Nach weiteren Qualifikationsspielen reichte es für seine Mannschaft aber nicht für die zweite Qualifikationsrunde. Eine neue Chance hatte er dann im September 2014 bei der Qualifikation für den Gold Cup 2015. Aber auch diesmal konnte man sich für das Turnier nicht qualifizieren.
Im Sommer 2015 ging es dafür zur Qualifikation für die Weltmeisterschaft 2018, wo er in allen Spielen eingesetzt wurde, man jedoch bereits in der zweiten Runde an El Salvador scheiterte. Im folgenden Herbst bestritt er noch einmal zwei Freundschaftsspiele mit seiner Mannschaft Bei der Qualifikation für den Gold Cup 2017 war er auch im Jahr 2016 wieder am Start, aber auch hier war mal wieder in der zweiten Quali-Runde Schluss. Im Jahr 2018, ging es anschließend weiter mit den ersten Spielen der CONCACAF Nations League und der Qualifikation für die Weltmeisterschaft 2022 im Jahr 2021, wo seine Mannschaft ein weiteres Mal an El Salvador in der zweiten Runde scheiterte.